# Kurt Weill
Kurt Weill (Dessau, 2 de março de 1900 - Nova Iorque, 3 de abril de 1950) foi um compositor alemão, autor de numerosas canções e da Ópera dos Três Vintens, transposição da Ópera dos Mendigos de Pepusch.

## Vida
Kurt Julian Weill nasceu numa família judaica muito religiosa (o seu pai era cantor numa sinagoga), e mostrou talento musical desde tenra idade. Estudou composição musical no Conservatório de Berlim com Ferruccio Busoni.
Colaborou com Bertolt Brecht em finais da década de 1920 na produção e criação de óperas e musicais, como Aufstieg und Fall der Stadt Mahagonny (Ascensão e Queda da Cidade de Mahagonny), Die Dreigroschenoper (A Ópera dos Três Vintens) e (Die sieben Todsünden) Os Sete Pecados Mortais.

## Obras

#### Cantatas
- 1920: Sulamith
- 1927: Der neue Orpheus
- 1928: Das Berliner Requiem (texto de Bertolt Brecht)
- 1929: Der Lindberghflug (texto de Bertolt Brecht)

#### Música de Câmara
- 1918: String Quartet in B minor
- 1923: String Quartet op. 8
- 1919–1921: Sonata for Cello and Piano

#### Piano
- 1917: Intermezzo
- 1937: Albumblatt für Erika

#### Orquestral
- 1919: Suite for orchestra
- 1919: Die Weise von Liebe and Tod
- 1921: Symphony No.1 in one movement for orchestra
- 1922: Divertimento for orchestra, op.5
- 1922: Sinfonia Sacra, Fantasia, Passacaglia and Hymnus for orchestra, op. 6
- 1923: Quodlibet, suite for orchestra from the pantomime Zaubernacht, op. 9
- 1925: Concerto for violin and wind orchestra, op. 12
- 1927: Bastille Musik
- 1928: Kleine Dreigroschenmusik
- 1934: Suite panaméenne for chamber orchestra
- 1934: Symphony No. 2 in three movements for orchestra
- 1947: Hatikvah

#### Lieder, echansons
- 1919: Die stille Stadt
- 1923: Frauentanz op.10
- 1923: Stundenbuch
- 1925: Klopslied
- 1927: Vom Tod im Wald (Death in the Forest), Op. 23, texto de Bertolt Brecht
- 1928: Berlin im Licht-Song
- 1928: Die Muschel von Margate: Petroleum Song
- 1928: Zu Potsdam unter den Eichen, texto de Bertolt Brecht
- 1928: Das Lied von den braunen Inseln, texto de Lion Feuchtwanger
- 1933: Der Abschiedsbrief, texto de Erich Kästner, interpretado por Marlene Dietrich
- 1933: La complainte de Fantômas, texto de Robert Desnos
- 1933: Es regnet, texto de Jean Cocteau
- 1934: Je ne t'aime pas, texto de Maurice Magre
- 1934: J'attends un navire, texto de Jacques Deval
- 1934: Youkali (originally the Tango habanera
- 1934: Complainte de la Seine, texto de Maurice Magre
- 1939: Stopping by Woods on a Snowy Evening
- 1942: Mine Eyes Have Seen the Glory
- 1942-44: Propaganda Songs